# Deportivo Altamira Fútbol Club
El Deportivo Altamira Fútbol Club es un club de fútbol panameño del barrio homónimo de la ciudad de David en la Provincia de Chiriquí. Actualmente participa en la Liga de Fútbol Nacional, luego de su ascenso como equipo expansión en 2024.

## Historia
El Club fue fundado el 22 de junio de 2017, en el barrio de Altamira el cual da nombre al club, en la Ciudad de David, Provincia de Chiriquí. Desde su fundación el club ha participado en diferentes torneos de la liga de corregimiento de David, clasificándose en algunas ocasiones a la liga provincial de Chiriquí. Su participación más importante fue en la edición 2018-19, logrando clasificarse a la tercera división. 

### Clasificación a Tercera División
En el 2019 ganó el derecho a participar de la Copa Rommel Fernández 2019-20 (tercera división), pero la misma fue suspendida y pospuesta para el siguiente año. Disputó la Copa Rommel Fernández 2021 iniciando su participación con una victoria de visitante 0-1 contra el equipo de Filipenses 4:13. Luego de tres victorias y un empate llegó a la última jornada con diez puntos y luego de empatar contra Palmar logró finalizar segundo de su zona, clasificando a la siguiente ronda, venciendo en las semifinales 2-1 al equipo de Límite FC de Coclé, clasificándose a la final contra el equipo de Dínamo FC de Veraguas. En la final de zona se coronó campeón con un marcador de 2-1 y clasificándose a la gran final de la Copa Rommel Fernández.  En la gran final cayó derrotado por marcador de 6-0 con el FC Dinámicos Jr. de Chepo en el Estadio Agustín Muquita Sánchez en La Chorrera, Panamá Oeste. Pero a pesar de caer derrotado logró su clasificación a la Liga Prom (segunda división) para la temporada 2022.

### Ascenso a Segunda División
Luego de finalizar subcampeón de la edición de Copa Rommel Fernández 2021, logró clasificarse para la temporada 2022 de la Segunda División de Panamá. Sin embargo, la misma no se concretó ya que el ascenso y descenso fue suspendido.

### Ascenso a Tercera División
El 18 de mayo de 2024 ganó la liguilla de ascenso de la Zona 4 (Chiriquí, Chiriquí Occidente y Bocas del Toro) y así logró el ascender a la Liga de Fútbol Nacional para la Liga de Fútbol Nacional 2024 (Torneo Clausura).

## Estadio
El Estadio San Cristóbal es un complejo deportivo, ubicado en el Barrio de San Cristóbal, en la ciudad de David, Chiriquí. Sede de los principales equipos de la provincia.

## Palmarés

### Torneos Nacionales
- Subcampeón de Copa Rommel Fernández 2021 (Liga).

### Otros logros
- Campeón de Zona 2-3 de Copa Rommel Fernández 2021.